# Пам'ятки монументального мистецтва Старосамбірського району
У Старосамбірському районі Львівської області нараховується 7 пам'яток монументального мистецтва.
| # | назва | адреса                                       | Номер | дата рішення                    |  |
| - | --- | -------------------------------------------- | ----- | ------------------------------- |  |
| 1 | Пам'ятник о. Кміту Ю., українському письменнику та етнографу (ск. В.Гоголь, арх. І.Подоляк, 1993, граніт) | с.Кобло, біля церкви                         | 1712  | Розпорядження № 528,            |  |
| 2 | Пам'ятник Хмельницькому Б. М., гетьману України (1954, з/бетон)                                           | м. Добромиль, біля спортзалу середньої школи | 838   | Рішення № 183, 05.05.1972       |  |
| 3 | Пам'ятник Хмельницькому Б. М., гетьману України (1954, бетон)                                             | с. Велика Сушиця, при в'їзді до села         | 1713  | Рішення № 183, 05.05.1972       |  |
| 4 | Пам'ятник Хмельницькому Б. М., гетьману України (1954, бетон)                                             | с. Стрілки, на подвір'ї школи                | 839   | Рішення № 183, 05.05.1972       |  |
| 5 | Пам'ятник Шевченку Т. Г., українському поету і художнику (1954, мармурова крихта)                         | смт Нижанковичі, у парку                     | 837   | Рішення № 183, 05.05.1972       |  |
| 6 | Пам'ятник Шевченку Т. Г., українському поету і художнику (1964, мармурова крихта)                         | м. Старий Самбір, у сквері навпроти магазину | 835   | Рішення № 183, 05.05.1972       |  |
| 7 | Пам'ятник Шевченку Т. Г., українському поету і художнику (1994, бронза, граніт)                           | м. Хирів, вул. Стуса, у сквері               | 1714  | Розпорядження № 528, 19.07.1995 |  |

## Джерело
- Перелік пам'яток Львівської області [Архівовано 16 вересня 2012 у Wayback Machine.]